# Embrik Strand
Pour les articles homonymes, voir Strand.
Embrik Strand est un zoologiste norvégien, né le 2 juin 1876 à Ål (Hallingdal) et mort le 3 novembre 1947 à Rīga.

## Biographie
Après des études à l’université d'Oslo, il voyage en Norvège durant la période de 1898 à 1903 et récolte un grand nombre d’insectes. Il est conservateur du musée de zoologie de l’université de 1901 à 1903. Il part ensuite en Allemagne où il poursuit ses études de zoologie à l’université de Marbourg (1903) puis travaille au muséum de Stuttgart (1905), puis à celui de Tübingen et enfin au Muséum Senckenberg de Francfort-sur-le-Main. En 1907, il est nommé au musée d'histoire naturelle de Berlin. En 1923, il accepte le poste de professeur de zoologie à l’université de Lettonie et où il dirige l’Institut de zoologie et d’hydrobiologie.
Auteur de nombreuses publications, principalement sur les insectes et les araignées, il est le descripteur de plusieurs centaines d’espèces nouvelles. Il dirige, de 1910 à 1929, la revue Archiv für Naturgeschichte et est le fondateur, en 1928, de Folia zoologica et hydrobiologica.
Pierre Bonnet indique, dans sa Bibliographia araneorum (pages 150-153), l’attrait considérable qu’a semblé exercer sur Strand le fait d’être le dédicataire de nouveaux taxons, Bonnet estimant qu’il établit là un record tout règne confondu. Pour obtenir cette gloire, Strand a lui-même été l’éditeur d’un livre en trois volumes pour fêter son jubilé. Et ce sont effectivement plusieurs centaines d’espèces qui portent son nom sous toutes les formes possibles : Strandi, Strandella, Embriki, Embrikiellus, Embrik-Strandella, etc. De même, on a reproché à Strand une trop grande facilité à renommer des espèces déjà décrites mais dont il jugeait l’appellation fausse : Strand établit ainsi une liste, en 1926, où il renomme près de 1 700 taxons d’araignées. Auteur prolifique, la liste de ses publications qu’il établit en 1918 (après seulement vingt ans d’activité) est riche de 1 200 titres.
La Société zoologique de France attribue depuis 1965 un prix qui porte son nom et celui de sa femme Ida.

## Sources
- (en) Biographie du département d’entomologie de l’université d’Oslo
- (fr) Pierre Bonnet (1945). Bibliographia araneorum, Les frères Doularoude (Toulouse) : 62.